# Florissante periode
Den florissante periode er en betegnelse for perioden 1778-1807 i Danmarks historie, hvor handelen i København oplevede en voldsom vækst.
Opblomstringen skyldtes Danmarks neutralitet under de mange krige, der prægede perioden, og de københavnske købmænd udnyttede neutraliteten ved dels at overtage de handelsruter, som de krigsførende nationer ikke længere kunne besejle, dels ved at fragte krigsførende nationers ladninger pro forma under dansk flag. Det sidste var forbudt ifølge de internationale konventioner og bragte Danmark på kollisionskurs med bl.a. England. Perioden endte med Københavns bombardement og Danmarks indtræden i Napoleonskrigene.